# Muiredach Muinderg
Muiredach Muinderg mac Forggo  (m 489) fue un rey de Ulaid del Dál Fiatach. Era hijo  de Forgg mac Dalláin. Su sobrenomre  significa del cuello rojo.
Su fecha de muerte es dada en los Anales de Tigernach en 489 El Libro de Leinster le otorga un reinado de 24 años, posiblemente de 465-489. Los anales no dan ninguna información sobre él, salvo la fecha de su muerte.
En el periodo que sigue a la destrucción de Emain Macha después de 450, Ulidia experimentó una recuperación en la que los Dal Fiatach emergen como poder dominante y Muiredach como el primer rey histórico. Según las genealogía de los Dal Fiatach,  fue bendecido por San Patricio. Su primera sede parece haber estado en  Óchtar Cuillche (Colland) en Collon, al sur de Ardee, al sur del Condado de Louth y se dice que sus descendientes repartieron allí su herencia a comienzos del siglo VI.
Se conocen cinco hijos de Muiredach, incluyendo Eochaid mac Muiredaig Muinderg (m. 509) y Cairell mac Muiredaig Muinderg (m. 532), ambos reyes de Ulaid.